# 一宮市民花火大会
一宮市民花火大会（いちのみやしみんはなびたいかい）とは、愛知県一宮市光明寺の木曽川（南派川）において、1992年（平成4年）から2006年（平成18年）までの間、毎年8月第4土曜日（中止の場合翌日曜日）に開催されていた花火大会である。

## 概要
1992年（平成4年）に、市制施行70周年を記念して、光明寺緑地（現在の138タワーパーク）にて開催されたのが始まりである。
国営木曽三川公園三派川地区センター（ツインアーチ138）建設に伴い、1993年（平成5年）に光明寺公園球技場をメイン会場として開催される（打ち上げ場所は、対岸の岐阜県羽島郡川島町（現在の各務原市））。
2006年（平成18年）の大会をもって終了すると一宮市観光協会から発表があった。
2005年と2006年は、2004年まで旧尾西市と岐阜県羽島市の合同による「尾西市・羽島市・市民花火大会」が、翌年から「濃尾大花火」（事実上2018年で終了）として継続した為、一宮市内で花火大会が年2回開催されていた。

## 交通手段
- 名鉄名古屋本線 木曽川堤駅下車、徒歩で約30分。
- 名鉄バス 名鉄一宮駅から
  - 「138タワーパーク」ゆき、終点下車。
  - 「山郷西」ゆき、終点下車。
- 一宮競輪場付近の一宮市立富士小学校北側より、会場への無料シャトルバスがある。

## 見物スポット
- 光明寺公園球技場
- 東海北陸自動車道 川島PA
  - 駐車場混雑により、入口が閉鎖されることがある
- 渡橋（愛知県道150号・岐阜県道115号一宮川島線）